# Guillaume Fillastre
Ne doit pas être confondu avec Guillaume Fillâtre.
Guillaume Fillastre (l'Ancien) (né en 1348 à La Suze, dans la Sarthe, France - mort le 6 novembre 1428 à Rome) est un cardinal français, canoniste, humaniste et géographe. Il est à sa mort archidiacre de Laval, doyen de l'église de Reims, archevêque d'Aix en Provence et cardinal du titre de Saint-Chrysogone.

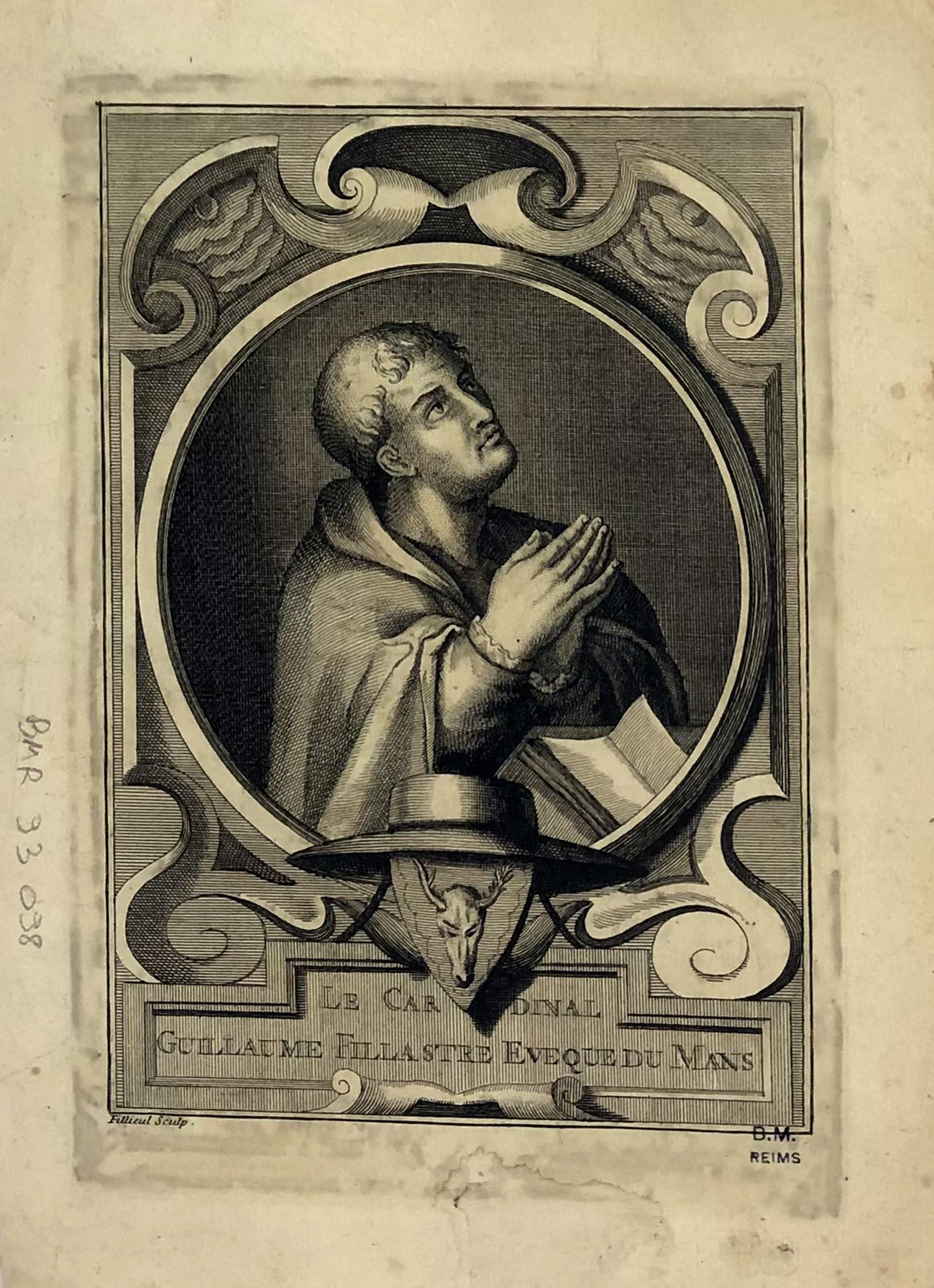
Gravure sur cuivre du cardinal Guillaume Fillastre, archevêque du Mans, archidiacre de Reims en 1409 sous l'archevêque Simon de Cramaud. Archidiacre de Laval. Mort en 1428 à 84 ans.

## Biographie
Pour Couanier de Launay, Guillaume Fillastre, bien que la plupart des biographes le font naître à la Suze, était lié à la baronnie de Laval par son titre; car sa famille y possédait des biens. De plus, Étienne Fillastre son frère, juge du Maine pour le roi de Sicile, était homme de foi simple du seigneur de Laval à cause des droits qu'il avait en Montigné.
Après un diplôme de doctor juris utriusque obtenu à Angers, Fillastre enseigna la jurisprudence à Reims et, en 1392, fut nommé doyen de son chapitre métropolitain. Pendant le Grand Schisme d'Occident, il montra au début beaucoup de sympathie pour Benoît XIII (Pedro de Luna). En 1409, cependant, il prit part à la tentative de réconcilier les factions au sein du concile de Pise. L'antipape Jean XXIII lui conféra ainsi qu'à son ami Pierre d'Ailly la dignité de cardinal (1411), et en 1413 il fut nommé archevêque d'Aix.
Fillastre joua un rôle très important au concile de Constance où lui et le cardinal d'Ailly furent les premiers à soulever la question de la renonciation des prétendants rivaux (février 1415).
Il acquit un grand renom par les nombreux problèmes juridiques sur lesquels il donna des décisions. Le pape Martin V, à l'élection duquel il avait beaucoup contribué, le nomma légat a latere en France (1418), où il devait promouvoir la cause de l'unité de l'Église. En reconnaissance des succès qu'il avait obtenus dans cette fonction, il fut nommé archiprêtre de la basilique du Latran. En 1421, il démissionna du siège d'Aix, et en 1422 fut affecté à l'évêché de Saint-Pons de Thomières.
Il fait achever en 1427 une des tours de la cathédrale de Reims jusqu'alors demeurée imparfaite. Il fit aussi construire à ses frais une des chapelles de la cathédrale du Mans, à l'une des clefs de voûte de laquelle furent sculptées ses armoiries.
Il mourut à Rome dans sa quatre-vingtième année, comme cardinal-prêtre de San Marco. Il est inhumé à la Basilique San Crisogono.

## Travaux
Pendant le concile de Constance Fillastre tint un journal qui devait être découvert par Heinrich Finke, qui l'étudia d'abord dans le Römische Quartalschrift (1887), et l'édita partiellement. Certains ont vu en lui la source historique la plus importante pour le concile de Constance, et il a été édité dans son intégralité par Finke en 1889. Les notes de Fillastre jettent un éclairage nouveau sur les principaux participants du concile, ainsi que sur les deux papes qui ont été déposés et sur leur procès, sur le collège des cardinaux considéré comme un corps, et en particulier sur les cardinaux d'Ailly, Fillastre, Zabarella, etc. Fillastre est notre seule autorité en ce qui concerne les propositions préliminaires sur le mode de scrutin et la situation extrêmement difficile du collège des cardinaux, il nous donne notre première conception claire des querelles qui sont survenues entre « les nations » sur la question de préséance, et sur la place que la « nation » espagnole tenait au concile, il fournit aussi l'explication tant attendue de la confirmation par Martin V de Sigismond comme empereur du Saint-Empire. Ce qui donne pourtant le plus de valeur au journal de Fillastre, c'est l'exposé des relations entre le roi et le concile et la description du conclave.
Pendant que Fillastre était à Constance (où, on peut le remarquer, il traduisit en latin plusieurs œuvres de Platon), il rendit des services importants à l'histoire de la géographie et de la cartographie, aussi bien qu'à l'histoire du Concile. C'est ainsi qu'il avait copié la traduction latine de la Géographie de Ptolémée (sans les cartes), qui avait été terminée par Jacopo d'Angelo da Scarperia en 1409, un manuscrit qu'il avait beaucoup de difficulté à obtenir de Florence. En même temps que ce précieux codex de Ptolémée, il envoya en 1418 à la bibliothèque du chapitre de Reims, qu'il avait fondée et déjà dotée de nombreux manuscrits de valeur, une grande carte du monde tracée sur peau de morse, et un codex de Pomponius Mela. Les deux manuscrits géographiques sont conservés dans les fonds de la Bibliothèque municipale de Reims,, mais la carte du monde a disparu au cours du XVIIIe siècle.
Vers 1425, Fillastre écrivit une de ses plus importantes œuvres de droit canon sur l'intérêt et l'usure, elle nous a été transmise dans de nombreux manuscrits. En 1427, malgré son âge, il fit établir les cartes de Ptolémée à partir d'un original grec, mais à une échelle réduite, et avec une terminologie latine pour s'accorder à son Ptolémée en latin. Comme Ptolémée n'avait aucune connaissance de la péninsule scandinave, et encore moins du Groenland, Fillastre termina son manuscrit en y ajoutant une onzième carte aux dix cartes de l'Europe de Ptolémée. Cette « onzième carte de l'Europe », avec la description détaillée qu'il y joignit du Danemark, de la Suède, de la Norvège et du Groenland, est selon la Catholic Encyclopedia la seule copie existante de la « première carte » de Claude Clavus, "le premier cartographe de l'Amérique", et elle est conservée à la bibliothèque municipale de Nancy, dans le manuscrit 354.